# 李建興
李建興（1891年12月10日—1981年9月24日），字紹唐，臺灣礦業鉅子。出生於新北市平溪區，1930年舉家遷往瑞芳定居。他是「瑞三礦業」創辦人，因受私塾漢學教育，能詩文，曾任瀛社副社長、社長。由於李建興、李建和等兄弟的興起，李家成為望族，是為瑞芳李家。 
日治時期曾擔任過平溪庄跟瑞芳街的協議員，以及瑞芳信用組合長等職，國民政府接收臺灣後則當過瑞芳鎮鎮長、臺灣省政府顧問、臺灣省石炭調節委員會主任委員、臺灣省自治協會常務理事、中華日報理事、中央銀行理事、大陸災胞救濟總會理事、時雨中學董事長等職。

## 生平
李建興祖籍福建省泉州府安溪縣，生於清光緒十七年十一月十日（1891年12月10日），於家中六子居長。身為長子，李建興8歲離鄉當牧童牧牛以貼補家用。後來父母將他領回，進入依仁軒、培德軒、保粹書院等私塾，師從廖正理、倪基元、李碩卿等人。18歲時，李建興學有所成，在十分寮成安宮設立「成德軒書塾」教育地方子弟，同時兼營農業:401。曾為臺北廳特許地方公共書房教師。

### 進入礦業
大正元年（1912年），李建興與黃斯淑結婚。婚後一年因父親要求停止授徒，返家協助耕作:401。而後因為連續遭遇颱風、蟲災，生計日益艱難，遂棄農轉行進入礦業:401。大正五年（1916年），李建興進入瑞芳猴硐王寶勝的「福興炭礦」擔任書記員，次年（1917年）公司改組後受邀入股，並升為總經理。
大正八年（1919年）福興炭礦被「基隆炭礦株式會社」兼併，李建興改作包商，承攬採煤，然而因不熟日語，常遭排擠，一度萌生退意。大正十年（1921年）與日商小林寬交易時，因為誠實退回對方多算的3800圓工資，使得李建興的信譽被傳開，煤礦業務也得以擴張。不久，李建興被推為平溪庄協議員，另外在大正十五年（1926年）擔任十分寮大橋興建委員長。而在礦業方面，他是在萬里經營「崁腳煤礦」，而後又經營官真林、白石腳、同芳、大豐、德成、德和諸礦。

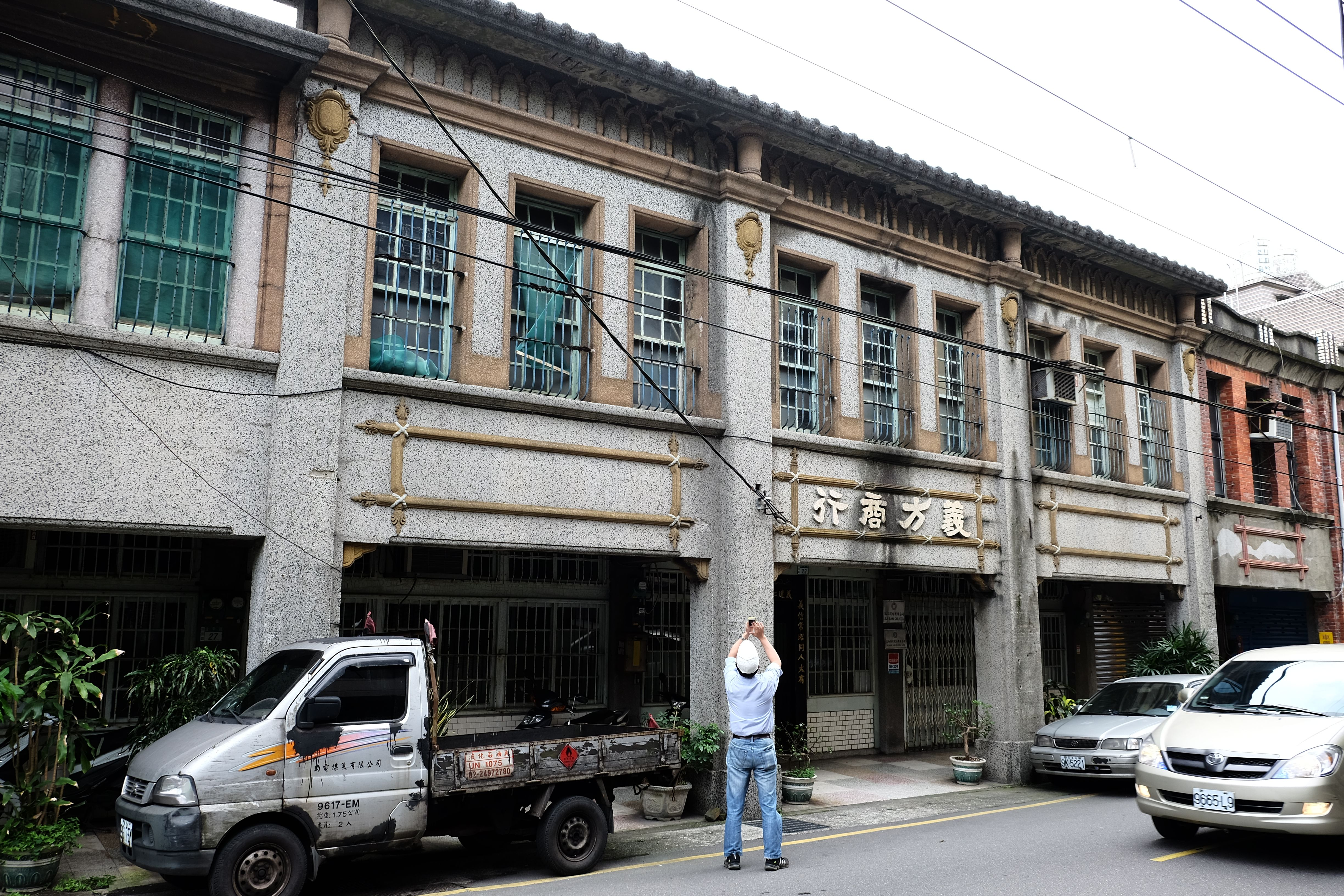
位在瑞芳區逢甲路上的義方商行

昭和五年（1930年），李建興舉家遷居瑞芳，興建「義方居」、設義芳商行。昭和九年（1934年）三井財團認為礦源枯竭，放棄開採，李建興則認為仍有煤礦可採，遂承租三井的礦場，與弟弟們開設「瑞三礦業」。而後因成功開採大量煤礦，產量達到全臺之冠，因而累積大量財富，並再拓展武丹坑、士林鑛業。在這一時期，李建興也出任瑞芳街協議員、瑞芳信用組合長等職。

### 瑞芳事件
李建興雖然成為富有且具名望的地方領袖，但是在後來的皇民化運動期間，並不積極配合，而與日本官吏關係不佳。後來昭和十五年（1940年）5月27日發生瑞芳事件，日方以「通謀支那」、密圖叛亂等罪嫌將李建興與諸兄弟、職員數百人逮捕。李建興被列為第一被告，判處有期徒刑十二年。另外三弟李建炎、長婿黃奕淮與員工共有72人在事件中死亡。五弟李建川則因拷打而失聰。父親李百祿聽聞消息，猝然憂心辭世。李家努力之下，政府允許建和、建川可請假兩個小時參與父親葬禮，但兩人需以草帽斗笠遮面以示服刑之辱。
昭和十七年（1942年）7月，李建和先獲釋，歸家代管家業:2。李建興《紹唐詩集》有〈獄中寄六弟建和〉詩：「手復音書第一翰，萱堂賴汝慰心歡。荊妻子女來相會，述汝經營更樂觀。」:51
昭和十八年（1943年）3月11日，臺北地方法院合議部提出〈「五二七」思想案豫審約決定書〉，共26人列為被告，其中11人已死亡:21。
二次大戰日本投降後，1945年8月25日李建興才得以出獄。該年9月李家及其員工在瑞芳召開「思想慘案追悼會」，會中郭國基（東港事件受害者）曾提議組織「對日復仇會」，打算向等待遣返的在臺日警進行復仇。經李建興與李蔚臣等人極力安撫，方告無事。

### 派任鎮長
李建興在二次大戰後仍繼續經營煤礦，並經由丘念台介紹，於民國34年（1945年）加入中國國民黨。另外李建興被派任為瑞芳鎮鎮長，於同年11月27日上任:23。次年參加臺灣光復致敬團，該團先至上海，於8月29日啟程飛往南京會見國民政府主席蔣中正與中央各個重要官員。此外還晉謁中山陵與明孝陵，並到陝西耀縣（今耀州區）設壇遙祭黃帝陵，且由李建興擔任主祭官。另外知道有不少二次大戰被日軍徵召的臺灣人被拘留在南京一事後，曾撰文為其陳情。10月5日返回臺北。

### 二二八事件
民國36年（1947年）二二八事件發生時，李建興人在「行政幹部訓練團」受訓。該日（2月28日）李建興請假參加糧食會議，與瑞芳副鎮長張風沂經臺北市重慶南路菸酒公賣局臺北分局，目睹情況緊急，隨即一同前往行政長官公署，後由民政處長周一鶚接見。李建興向周一鶚提出三項建議，託他轉呈核奪：
1. 速派消防車救火，同時利用噴水，使聚集之群眾為恐衣服受濕，自動星散，切勿用武力彈壓造成慘案。
2. 請急令臺北市長游彌堅公開對市民曉諭勸導，建興并願陪同對眾宣講，以安人心。
3. 勸導各處聚集之群眾解散，免滋紛亂。

3月3日，李建興與兒子李儒德到臺北中山堂旁聽處理委員會議，見大家議論紛紛莫衷一是，遂舉手發言提出三句話：「請各位同胞，共同維持交通，使火車暢通。請各位同胞務須遵守處理委員會意見。請各位同胞破除省內外隔膜，應知吾人祖先，自何地來。」而後在3月4日上午，李建興返回瑞芳到鎮公所聽副鎮長張風沂報告瑞芳鎮情況，隨即命職員先傳達金瓜石、九份兩地居民分為二處集會。該是日下午2時，他與副鎮長等人先到金瓜石，當時有百餘人與會，會中李建興向群眾報告昨日他參加會議的情形。散會後，李建興又前往金銅礦務局，受該局人員竭誠歡迎。忽然他接到報告有少數「莠民」將警所槍枝繳械，打算槍殺他。又接到報告有人擬將炸彈暗置橋頭，要將他炸死害李鎮長。後來經副鎮長出面勸導，該「莠民」始散去。不久他又到九份開會，而後無事回家。
3月5日凌晨3時，其弟李建和跟他報告，有人盤據警局並將警員繳械，且在警局欲破壞鐵路、炸斷橋樑。李建興隨即跟李建和前往警局，經過溝通之後使他們散去。
而為了保護瑞芳民眾，據前制憲國代簡文發的說法，李建興曾向某中將下跪叩首請罪。3月17日白崇禧來臺，李建興曾與其母一同會晤，為民請命。

### 後半生
民國36年（1947年）冬，李建興受到地方支持，欲參選首屆國民大會代表，卻逢宜蘭水災，李建興奉母命婉卻參選，禮讓王民寧（時任臺灣省警務處長），並將選舉經費轉而捐獻給中央及地方，供教育及賑災之用。為此，政府曾頒「嘉惠青年」、「輸財好義」的匾額來褒獎。另外南京、上海地區因國共內戰發生煤荒時，曾響應政府，號召同業趕運臺灣煤礦以協助解決煤荒。
民國37年（1948年）5月，在李建興、李建和兄弟等資助下「臺北縣立三重初級工業職業學校」（原私立土木測量學院）遷徙至瑞芳，即為現在的瑞芳高工:60。有說法是因為當時瑞芳跟雙溪在競爭設置初中的競爭中失敗，李建興才找上該校校長曹賜寤商議，將學校遷到瑞芳:60。次年（1949年）1月，李建興卸下鎮長職位。這一年李建興還捐資贊助臺金公司成立時雨中學，並曾出任該校理事長一職。之後於民國39年（1950年）2月，李建興婉辭臺北市長的任命，而後陸續出任臺灣省政府顧問（3月）、臺灣省石炭調整委員會主任委員（4月）等職。後來因母親生病而在民國42年（1953年）4月辭去石炭調整委員會主委。母親逝世後，李建興在其墓園「懿園」（位於基隆市七堵區）守廬讀書。

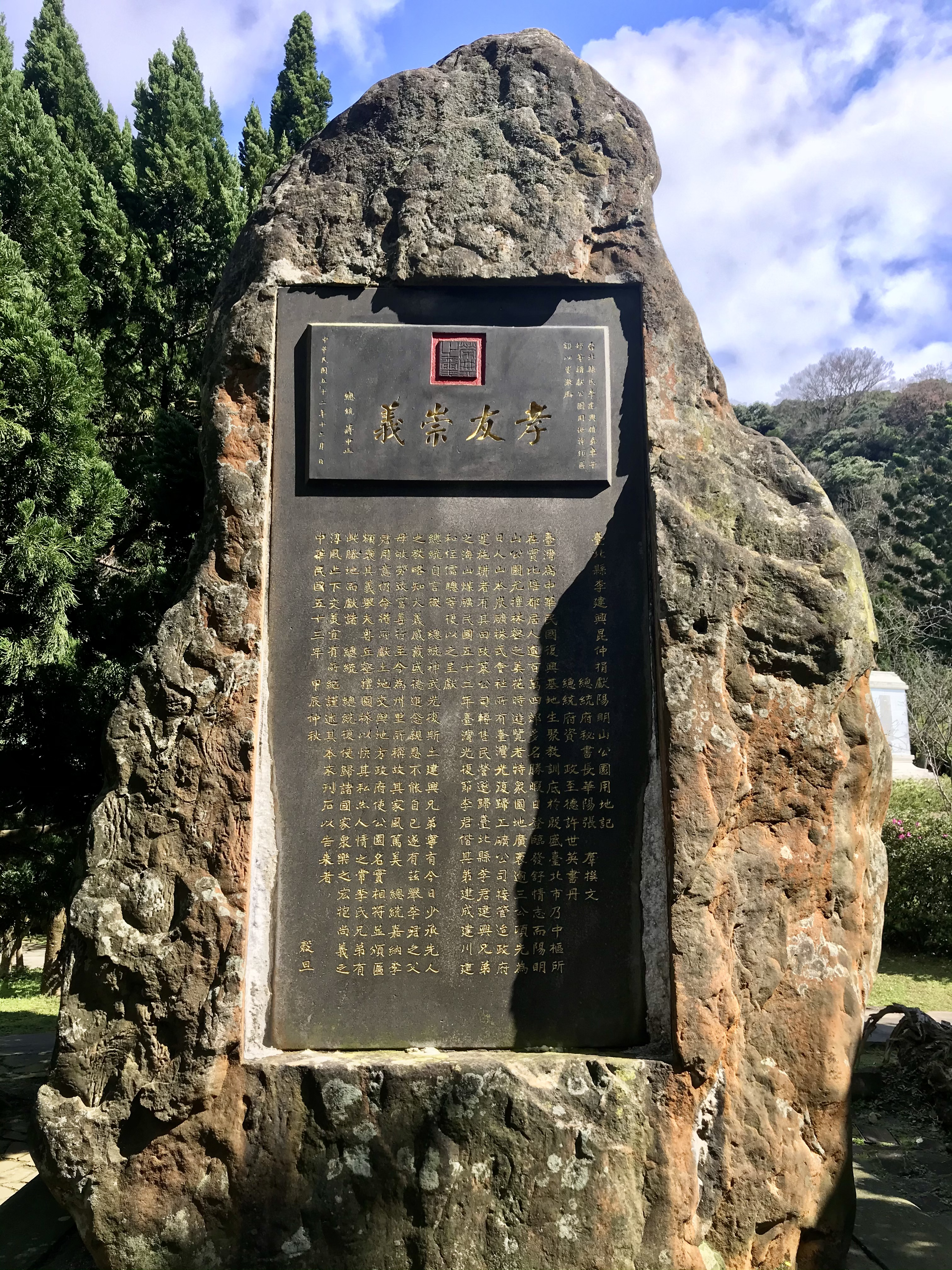
臺北縣李建興昆仲捐獻陽明山公園用地碑

民國50年（1961年）2月，中華民國中央銀行改組，李建興出任理事，且擔任到逝世為止。同年（1961年）7月參加了陽明山會談。民國51年（1962年）4月，李建興到日本旅遊，途中參訪徐福墓，原本有意協助修建而拜訪各個日本名流，但後來因為日本與中華民國斷交而放棄此計畫，將其捐款改分贈中日文化經濟協會（現為「台日文化經濟協會」）、孔孟學會。次年（1963年）10月25日，李建興跟其兄弟捐獻三公頃多的土地作為陽明山公園（後山公園）用地，為此時任總統蔣中正頒贈匾額「孝友崇義」，陽明山管理局立碑紀念，並有張羣撰寫〈臺北縣李建興昆仲陽明山公園用地記〉。民國54年（1965年）7月，因為英國舉行煤礦機器展覽，李建興前往考察並遊歷三十多國，並在9月到梵蒂岡與教宗保祿六世會面，此次出國耗時三個月又16天。民國58年（1969年）3月30日，以瀛社社長身分主持該詩社60週年紀念大會。
民國60年（1971年），李建興改建平溪故居，即平溪區新寮里的「光孝祠」。民國64年（1975年）6月24日（端午節），李建興榮獲國際桂冠詩人頭銜，該日參加聚宴後中風:401。同年7月1日，李建興主持瑞三鑛業成立40週年的慶典，並成立「財團法人瑞三鑛業公司社會福利基金會」。該基金會獎助學術研究、社會慈善事業，並提供瑞芳、平溪、雙溪、貢寮的清寒子弟就讀高中以上學校的獎學金。

### 逝世
民國70年（1981）年9月24日，李建興病逝。10月28日舉行公祭，治喪委員會主委是何應欽，副主委由孔德成、李雅仙、李登輝、林洋港、俞國華、連震東、陳啓川、顏欽賢等人分任。當時的總統蔣經國頒發「志行流芳」輓額，並由鄭彥棻、連震東、李連春、陳啟川為其覆蓋國旗，黃通、鄧翔宇、吳延環、李雅仙覆蓋黨旗。11月20日，總統府頒褒揚令，次日葬於瑞芳「紹斯園」。

## 家庭
李建興有六子兩女，分別為：長子李儒智、次子李儒德、三子李儒嘉、四子李儒良（早卒）、五子李儒精、六子李受東（早卒），其中次子李儒德承繼父親家業；長女李瑶華（適黃奕淮）、次女李牡丹（適魏壬貴）、養女李暖（贅郭其才）。

## 著作
李建興的著作有：
- 《歐美吟草》
- 《七渡扶桑紀遊詩》
- 《紹唐詩集》
- 《紹唐詩存》
- 《紹唐文集》
- 《治礦五十年》
- 《國是芻言》
- 《日本見聞錄》
- 《臺煤管制實況》：擔任石炭調整委員會主任委員時出版[1]。
- 《致敬紀要》：1950年於瑞芳自刊，記載參加臺灣光復致敬團的事。

另外李建興編有《丘念台先生紀念集》一書。

## 紀念
瑞芳高工內有紀念李建興的建興大樓。而猴硐介壽橋旁的懷德亭內，立有李建興半身銅像。
平溪光孝祠立有李建興的全身銅像，是由瑞三公司員工請雕塑家蒲添生製作，於1975年揭幕:380。